# Franz Schönemann (Politiker)
Franz Schönemann (* 3. September 1868 in Seesen; † 19. April 1953 in Rottorf) war ein deutscher Jurist, Gutsbesitzer und Politiker. Er war von 1898 bis 1919 Bürgermeister der Stadt Helmstedt und von 1920 bis 1922 Mitglied der Braunschweigischen Landesversammlung.

## Leben
Schönemann wurde als Sohn eines Richters geboren. Nach dem Besuch des Braunschweigischen Gymnasiums in Holzminden leistete er von 1889 bis 1890 Militärdienst als Einjährig-Freiwilliger. Im Anschluss studierte er Rechtswissenschaft an der Universität Jena. Während seines Studiums wurde er 1889 Mitglied der Burschenschaft Teutonia Jena. 1892 legte das Erste, 1896 das Zweite juristische Staatsexamen ab. Er wurde zum Dr. iur. promoviert. Nach seinem Studium war zunächst als Gerichtsassessor am Amtsgericht Holzminden tätig und wechselte danach als Regierungsassessor zur Kreisdirektion Holzminden.

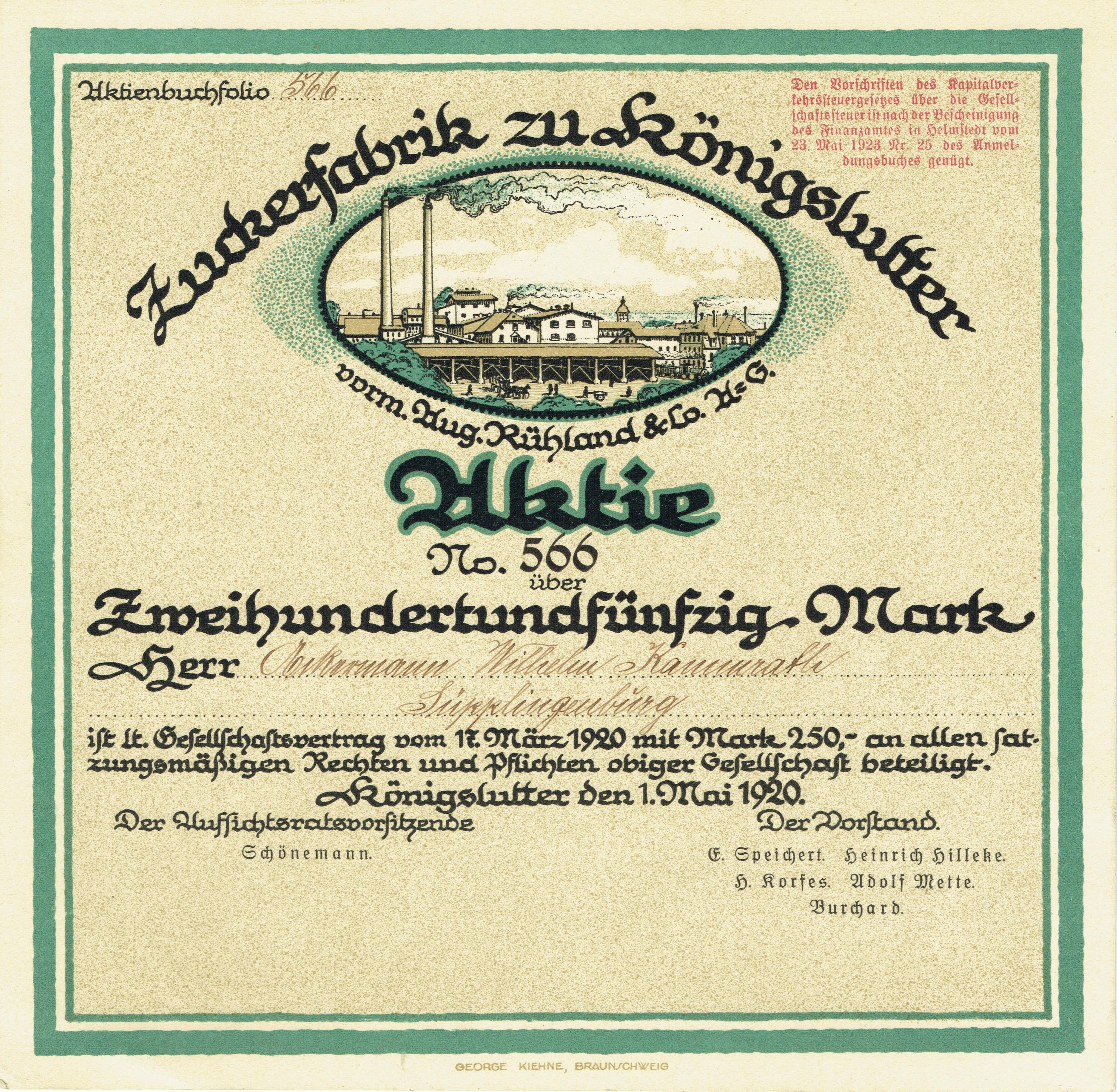
Aktie der Zuckerfabrik zu Königslutter vom 1. Mai 1920, als Franz Schönemann deren Aufsichtsratsvorsitzender war.

Schönemann wurde im Sommer 1898 zum Bürgermeister der Stadt Helmstedt gewählt und übte das Amt bis September 1919 aus. Während seiner Amtszeit wurden das Rathaus neu errichtet und ein Armenhaus, ein Waisenhaus sowie ein Wasserwerk gebaut. Des Weiteren erfolgten bauliche Erweiterungen sanitärer und medizinischer Einrichtungen. Neben dem Bürgermeisteramt fungierte Schönemann unter anderem als Vorsitzender des Kuratoriums der landwirtschaftlichen Schule Marienberg, Helmstedt.
Vom 9. März 1920, als er für den verstorbenen Rudolf Marschall nachrückte, bis 1922 war er als Mitglied der Fraktion Braunschweigischer Landeswahlverband Abgeordneter der Braunschweigischen Landesversammlung.
Franz Schönemann heiratete 1899. Gemeinsam mit seiner Ehefrau erwarb er das Rittergut Rottorf bei Königslutter am Elm, das er in den folgenden Jahren bewirtschaftete. Gegen Ende der 1930er Jahre übergab er die Geschäfte des landwirtschaftlichen Betriebes per Pachtvertrag an seinen Sohn. Zudem war er Vorstandsvorsitzender der Zuckerfabrik Königslutter AG und Vorstandsmitglied der Braunschweiger Ritterschaft.